# 扎利夏 (基輔州)
50°37′55″N 30°52′21″E / 50.63194°N 30.87250°E
扎利夏（羅馬化：Zalissia）是位於烏克蘭北部的村莊，由基辅州布羅瓦里區的大季梅爾卡市鎮負責管轄。該村始建於1566年，面積6.14平方公里，海拔高度126米，2001年人口596，人口密度每平方公里97.1人。